# Golda Meir
Golda Meir (em hebraico:  גולדה מאיר; em árabe: جولدا مائير; nascida Golda Mabovitch) (Kiev, Império Russo, 3 de maio de 1898—Jerusalém, 8 de dezembro de 1978) foi uma ucraniana fundadora e primeira-ministra do Estado de Israel. Emigrou para os EUA em 1906 e para a Palestina em 1921. Golda Meir atuou no sindicato Histadrut e no partido trabalhista Mapai. Além de primeira embaixadora israelense, na extinta União Soviética, em 1948, foi ministra do Interior, ministra das Relações Exteriores, ministra do Trabalho e secretária-geral do Mapai.
Conhecida pela firmeza de suas convicções, estava à frente do Estado de Israel em seu momento mais dramático: a Guerra do Yom Kipur, na qual tropas egípcias e sírias atacaram Israel, cuja população estava distraída pelas comemorações do Dia do Perdão judaico. David Ben-Gurion, certa vez, disse, dela: "Golda Meir é o único homem do meu gabinete".

## Biografia

Em 1959 (Arquivo Nacional).

Proveniente de uma humilde família judaica, em 1906, emigra com a família para Milwaukee, em Wisconsin, nos Estados Unidos. Após a conclusão dos seus estudos, Golda foi, durante algum tempo, professora primária em Milwaukee e delegada da secção americana do Congresso Judaico Mundial.
Em 1917, casou com Morris Myerson, tendo emigrado em 1921 à Palestina. Golda Meir tornou-se, então, membro do Kibutz Merchavia e, três anos mais tarde, aderiu à Histadrut (Confederação Geral do Trabalho), passando entre 1932 e 1934 a ser a sua representante no estrangeiro, nomeadamente nos Estados Unidos da América.
Nos anos que antecederam e durante a Segunda Guerra Mundial, Golda Meir ocupou lugares fulcrais na hierarquia política: foi chefe do departamento político da Agência Judaica (a maior autoridade em Israel sob administração britânica) e da Organização Sionista Mundial.
Após a Declaração de Independência do Estado de Israel, em 1948, Golda Meir foi nomeada pelo primeiro-ministro, David Ben-Gurion, para o cargo de embaixadora de Israel na União Soviética, por quatro anos. Posteriormente à nomeação, entre 1949 e 1956, Golda exerceu a função de ministra do Trabalho e, na década seguinte (1956-1966), foi ministra dos Negócios Estrangeiros, bem como representante máxima da delegação israelita enviada aos Estados Unidos da América. Foi secretária-geral do Mapai entre 1966 e 1968.
Desde a sua fundação, o novo Estado dotou-se de instituições democráticas: tinha uma câmara única - o Knesset - e foram fundados vários partidos políticos. O partido mais representativo de todos era o Mapai (movimento socialista). Sob o impulso de Golda Meir, o Mapai, o Ahduth Haavoda (União do Trabalho) e o Rafi (Movimento de Esquerda) fundiram-se em Julho de 1968, com o objetivo de formarem o Partido Trabalhista. No ano seguinte, esse novo partido uniu-se ao Mapam (Partido Operário Unificado) constituindo uma aliança eleitoral - a Maarakh (Frente Operária).
Em 1969, após a morte do Primeiro-ministro Levi Eshkol, Golda Meir forma governo sendo primeira-ministra de Israel por cinco anos (1969-1974). Em sua primeira coletiva de imprensa como primeira-ministra, bradou, aos vizinhos árabes, que estaria disposta a qualquer coisa pela paz, exceto o suicídio nacional. E convidou, explicitamente, o então presidente do Egito, Nasser, para a mesa de negociações, dizendo que iria até mesmo ao Cairo, caso necessário, para negociar devoluções de território pacificamente. Embora este tenha recusado, seu sucessor Sadat atendeu aos pedidos. Nesse mesmo ano, Golda Meir profere sua famosa declaração, de que "Não há algo assim como palestinos (...) Não é como se houvesse um povo palestino na Palestina considerando a si mesmo como um povo e nós viéssemos, os jogássemos fora e tomássemos deles o seu país. Eles não existem e têm em Arafat, nascido no Egito, o seu líder.", no The Sunday Times (Londres) de 15 de junho de 1969.
Durante esse período, não acatou as resoluções da Organização das Nações Unidas, que invalidavam a anexação israelita de Jerusalém Oriental e que ordenavam a retirada de Israel dos territórios árabes ocupados em 1967 na guerra dos seis dias, por entender que, como não haveria contrapartida para impedir ataques dos palestinos e de nações árabes, tais medidas colocariam, em risco, a existência do Estado de Israel.
Golda Meir aplicou uma política de medidas extremas contra membros de organizações que realizavam atentados, chegando a ordenar o assassinato de suas lideranças.
Em 6 de outubro de 1973, deu-se a quarta guerra do conflito árabe-israelense, chamada "Guerra do Yom Kippur" (os israelitas celebram, nesse dia, a grande data religiosa de "Yom Kippur", onde se faz jejum completo por 25 horas, daí o nome atribuído ao conflito).
No início da guerra, os israelenses foram apanhados completamente de surpresa, por acreditarem que seriam respeitados no dia mais importante de seu calendário religioso, por invasões pelo Egito e Síria.
A Síria atacou pelas Colinas do Golan, ao norte de Israel e o Egito se encarregou da península do Sinai e no canal de Suez, ao sul do país, desencadeando, assim, uma guerra com duas frentes. Os ataques árabes causaram enormes perdas às forças de defesa de Israel. Porém, após três semanas, as tropas de Israel obrigaram as tropas agressoras a recuarem. Penetraram com tanques e artilharia no território sírio a precisamente 32 quilômetros da capital Damasco (que teve seus subúrbios bombardeados) e a 100 quilômetros do Cairo, capital egípcia.
Como consequência do conflito, os países árabes decidiram parar de exportar petróleo para os Estados Unidos e países que apoiavam a sobrevivência de Israel, o que levou à crise do petróleo.
Em abril de 1974, Golda Meir apresenta sua demissão, dadas as críticas à sua atuação e a do seu Ministro da Defesa, Moshe Dayan (herói da guerra dos seis dias), na Guerra do Yom Kippur, e pelos baixos resultados alcançados nas eleições pelo Partido Trabalhista. Meir foi substituída pelo General Yitzhak Rabin.
A 5 de março de 1976, Golda Meir regressou à cena política como dirigente do seu Partido, em virtude da demissão de Meir Zarmi do cargo de Secretário-Geral, tendo publicado, nesse mesmo ano, um livro de caráter autobiográfico: A minha vida.

Nesse livro, que, no Brasil, foi publicado em 1976 pela Bloch Editores, Golda Meir lança uma luz sobre alguns pontos até hoje controvertidos ligados à criação de Israel. Um desses pontos foi o apoio do então bloco socialista ao nascente Estado Judeu, não só o reconhecendo prontamente, mas também (e este é um fato pouco divulgado) armando Israel na sua Guerra da Independência. Sobre isso, escreve Golda: 
| “ | Quanto ao reconhecimento soviético, que se seguiu ao americano, possuía outras raízes. Não tenho agora mais dúvida alguma de que a principal razão soviética foi tirar os britânicos do Oriente Médio. Mas no decorrer de todos os debates ocorridos nas Nações Unidas no outono de 1947, me parecera que o bloco soviético nos apoiava também devido ao terrível preço que os próprios russos haviam pago na guerra mundial e seu consequentemente profundo sentimento de que os judeus, que do mesmo modo haviam tão cruelmente sofrido nas mãos dos nazistas, mereciam ter seu Estado. [...] Não fossem as armas e munições que pudemos comprar na Tchecoslováquia e transportar através da Iugoslávia e outros países balcânicos, naqueles dias negros do início da guerra, e não sei se teríamos podido resistir até o refluxo da maré, conforme aconteceu em junho de 1948. | ” |

 Golda Meir revela também que não era desejo do recém-fundado Estado Judeu que suas populações árabes debandassem (como acabou acontecendo, dando origem ao trágico problema dos refugiados). 
| “ | Em abril de 1948 eu mesma fiquei durante horas na praia de Haifa, literalmente implorando aos árabes da cidade que não saíssem. Além do mais, foi uma cena que provavelmente nunca esquecerei. A Haganah (o exército judeu) acabara de assumir o controle de Haifa, e os árabes começaram a fugir—porque sua liderança tão eloquentemente lhes assegurara ser essa a atitude mais inteligente a tomar e os britânicos tão generosamente puseram dezenas de caminhões à sua disposição. Nada do que a Haganah disse ou fez adiantou—nem os apelos via alto-falantes, montados em caminhonetas, nem os impressos que, então, fizemos chover sobre os bairros árabes da cidade ("Não temam!" diziam em árabe e hebraico. "Saindo estarão trazendo para si pobreza e humilhação. Permaneçam na cidade que é tanto sua quanto nossa.") [...] Por que queríamos que ficassem? Havia dois bons motivos: primeiro, e antes de tudo, queríamos provar ao mundo que judeus e árabes podiam viver juntos [...]; segundo, sabíamos perfeitamente bem que se meio milhão de árabes saíssem então da Palestina, tal fato acarretaria ao país um sério transtorno econômico. | ” |

Em 8 de dezembro de 1978, Golda Meir morre de câncer em Jerusalém com 80 anos de idade. Encontra-se sepultada no Cemitério Nacional do Monte Herzl, em Jerusalém.